# Kevin Little
Kevin Little (* 3. dubna 1968) je bývalý americký atlet, sprinter, halový mistr světa v běhu na 200 metrů z roku 1997.

## Sportovní kariéra
Jeho nejúspěšnější disciplínou byl běh na 200 metrů v hale. V této disciplíně získal na světovém šampionátu tři bronzové medaile (v letech 1989, 1993 a 1999) a jednu zlatou (v roce 1997). Jeho osobní rekord na této trati – 20,10 s pochází z roku 1999.